# بیت‌النعمان
بیت نعمان (به عربی: بیت النُعمان) یا (قلعة بیت النعمان)
یکی از قلعه‌های کشور پادشاهی عمان است.
قلعهٔ بیت النعمان در شهرستان برکاء و در منطقهٔ باطنه واقع شده است، ویکی از (نقاط دیدنی سلطنت عمان) به‌شمار می‌آیند. این قلعه در عهد حکمرانی الإمام سیف بن سلطان الیعربی بنیادگذاری شده است، بعد از اتمام بنای قلعه بدستور (الإمام سیف بن سلطان الیعربی) دور مادور واطراف قلعه ۳۰ هزار اصلهٔ نخل خرما و نارگیل کاشته می‌شود.
«قلعه بیت النعمان» مابین سال‌های (۱۶۲۴–۱۷۴۱م) که أوج حکمرانی (أئمة الیعاربة) بوده، یکی از معاقل استراتیژیکی منطقه بوده است، و در حفظ وأمنیت منطقه نقش ایفایی داشته بوده است. مدتی نیز به عنوان مسکن مسافرین وشخصیات بازر و أعیان دولت الیعاربة استفاده شده است. همچنین گاهی معقل رزمندگان قشون دولت الیعاربة بوده، وگاهی نیز برای برگزاری جشنواره‌های ملی مورد استفاده قرار گرفته است.